# Combination Acts
Las Combination Acts o Combination Laws fueron leyes inglesas que inicialmente prohibieron y luego regularon las asociaciones de trabajadores y la huelga.
Se promulgaron en 1799 y 1800 ante el auge que el movimiento obrero estaba tomando y declaraban ilegales las Trade Unions ("Uniones de oficio"), es decir, las organizaciones obreras o sindicatos. En realidad, estas organizaciones ya eran ilegales, pero estas leyes simplificaban el procedimiento legal para su persecución y facilitaban su denuncia a los empresarios; además, posibilitaban la represión mediante fuerzas públicas, incluido el ejército. La legislación inglesa seguía el ejemplo de la francesa, que en 1791 había implantado una similar: la ley Le Chapelier.
Durante los años en que estuvieron vigentes permitieron la persecución sindical, especialmente de los líderes obreros y propiciaron que los movimientos contra el maquinismo, como el ludismo, se movieran en la clandestinidad. Sin embargo, tampoco se pudieron aplicar con toda su crudeza por la vastedad que en poco tiempo el movimiento obrero estaba tomando,se calcula que las detenciones con estas leyes no llegaron a los dos centenares.
Por fin, la presión popular y obrera, y la intensa actividad de un lobby dirigido por Francis Place, hizo que el Parlamento derogara estas leyes en 1824. Este hecho tiene gran importancia dentro de la historia del sindicalismo, al ser el primer país que permitió la constitución de asociaciones obreras. Ante la intensificación de la conflictividad laboral, al año siguiente se aprobó la Combination Act de 1825, que aunque mantenía la despenalización del sindicalismo y de la huelga, proscribía cualquier forma de persuasión o intimidación hacia los no sindicados.
- Datos: Q2985061